# YOUNG BLOOD
『YOUNG BLOOD』は、日本の5人組ダンス&ボーカルグループ・ONE N' ONLYの1枚目のミニ・アルバム。2022年2月16日にSDRからリリースされた。

## 背景
ONE N’ ONLYにとって初のEPとなる『YOUNG BLOOD』は、2022年2月16日にリリースされた。前作となるアルバム『ON'O』（2020年4月）以来約1年10か月ぶりのCD作品であり、グループにとって待望のフィジカルリリースであった。このEPには、2020～2021年に配信シングルとして発表された楽曲（後述）や新曲が収録されており、ONE N’ ONLYが培ってきた多彩な音楽性を集大成した内容となっている。本作は、SNSやTikTokで人気と知名度を大きく広げた2021年を経て臨む2022年最初の作品であり、メンバーは「さらに唯一無二の“強さ”を提示できた作品」と位置付けている。タイトル「YOUNG BLOOD」には“若き情熱”という意味が込められ、無限の可能性を信じて前進するグループの姿勢を象徴するものとなっている。
EP制作に際し、表題曲「YOUNG BLOOD」を含む新曲の作詞作曲はデビュー当初から作品を手がけてきた韓国出身の音楽プロデューサー・JUNEが担当し、K-POPサウンドに日本語詞を乗せた独自の“JK-POP”スタイルを貫いている。メンバーはこのEPで初めて楽曲制作（作詞）にも参加しており、特に収録曲「STARLIGHT 〜未来ノトビラ〜」では全員が歌詞作りに関わったことで「6人の熱い想いが詰まった曲」になったと語っている。また「What’s Your Favorite?」はリリースに先駆け2022年1月5日に先行配信され、テレビ東京系 ドラマParavi『部長と社畜の恋はもどかしい』のオープニングテーマに起用された。メンバー自身も同ドラマのオープニング映像に出演し話題となった。ONE N’ ONLYは本作を引っ提げて約2年ぶりの有観客ライブツアー「ONE N’ LIVE 2022 ～YOUNG BLOOD～」も開催し、グループの新たな幕開けを象徴する作品として『YOUNG BLOOD』は重要な位置を占めている。

## 構成
『YOUNG BLOOD』には全7曲（通常盤は形態により6曲）が収録され、ONE N’ ONLYの多彩な音楽性を示す構成となっている。
「YOUNG BLOOD」は表題曲であり、荒々しくワイルドなサウンドが特徴のアップチューン。疾走感のあるトラックに乗せて「無限の可能性」に心躍らせる6人の情熱がストレートに歌われており、ラップとボーカルが融合した力強いダンスナンバーに仕上がっている。歌詞は若さと闘志をテーマにしており、グループの“覚醒したダークヒーロー”的な一面を表現したと評される。
「What’s Your Favorite?」は、ファンキーな80’sディスコ風のダンスチューンで、グループならではのセクシーさとノリの良さを持つ楽曲。メンバーのTETTAは「Aメロのメロディラインがとても気持ちいい」と語っており、各パートで異なる雰囲気を楽しめる構成となっている。タイトルにある「お気に入りは何?」という問いかけどおり、歌詞では好きな相手への高揚感を表現。上述のようにテレビ東京系 ドラマParavi『部長と社畜の恋はもどかしい』のOPテーマとして書き下ろされ、メンバーもドラマのオープニング映像に出演した。
「FOCUS」は、ミディアムテンポでグルーヴ感のあるR&B調の楽曲。シンセサウンドとリズミカルなビートにのせて〈“君”だけに焦点を当てる〉というテーマが歌われるラブソングであり、サビでは英語詞も交えてスタイリッシュに盛り上げる。JUNEが単独で制作した楽曲で、メロウな雰囲気とダンスパートの緩急が特徴となっている。
「STARLIGHT 〜未来ノトビラ〜」は、未来への希望を歌ったミディアムバラードで、伸びやかな高音のハーモニーが心地よいナンバー。タイトルの「未来ノトビラ（未来の扉）」というフレーズには、メンバーNAOYAの提案でカタカナの「ノ」が用いられ、未来へと扉を開く独特の世界観を演出している。歌詞はメンバー全員が初めて共同で手がけ、過去の自分たちを振り返りつつ未来への決意を綴ったものになっている。優しくも力強いメッセージ性を持ち、EPの中でも特にメンバーの思い入れが深い楽曲とされる。
「Video Chat」は、軽快なラテンテイストも感じさせるダンスポップで、タイトル通り「オンライン上での繋がり」をテーマにした明るいパーティーチューン。コロナ禍で直接会えない状況でも「ビデオチャットで集まって楽しもう」というポジティブな内容で、2021年6月に配信シングルとしてリリースされTikTokで多く踊られた曲である。振付はメンバーのEIKUが担当し、サビのコミカルなダンスがSNS上でも話題となった。
「L.O.C.A (PT-BR ver.)」は、もともと2021年1月に発表されたダンサブルなラテン調の楽曲「L.O.C.A」を、全編ポルトガル語詞にアレンジしたバージョンである。タイトルの“LOCA”はスペイン語由来のスラングで「クレイジー」の意。情熱的でダークなラブソングであり、ブラジルのファンからの支持に応える形でこのポルトガル語版が制作された。ラテンミュージックの要素がさらに深まり、独特のグローバルな雰囲気を放っている。
「JUST LIKE ME」は、2020年10月にONE N’ ONLY初の配信シングルとしてリリースされた曲で、パワフルで弾けるようなサウンドが特徴のダンスナンバー。痛快なラップとキャッチーなメロディが融合し、「自分らしくあれ」というポジティブなメッセージが込められている。ライブでも盛り上がるアップテンポ曲であり、公式YouTubeには歌詞ビデオも公開された。
「We Just Don’t Care」は、2021年12月配信のバラード曲で、ONE N’ ONLYには珍しいスローなR&B調のナンバー。切ない恋の終わりを歌った歌詞と、美しいコーラスワーク、メンバーのハイトーンボイスが際立つ構成でファンから高い評価を受けた。タイトルには「もう僕らは気にしない」という意味があり、感傷を振り切って前に進もうとする前向きさも感じさせる。振付はダンサーのMiQael（ミカエル）が担当し、ライブではしっとりと魅せるパフォーマンスが展開された。
※上述のうち、「JUST LIKE ME」と「L.O.C.A」は通常盤とTYPE-Bのみに収録。逆に「Video Chat」と「We Just Don’t Care」は初回生産限定盤（および一部TYPE-A）にのみ収録され、各形態で収録曲が異なる。全形態共通収録はM1～M4の新曲4曲となっている。

## リリース
『YOUNG BLOOD』は2022年2月16日にCD発売された。形態は初回生産限定盤（CD＋Blu-ray＋ブックレット）と、通常盤TYPE-A（CD）、通常盤TYPE-B（CD）の3種類がリリースされた。初回生産限定盤のCDにはボーナストラック含む全7曲が収録され、Blu-rayには2021年7月10日に中野サンプラザで開催されたワンマンライブ（Zepp Tour 2021 “Special Edition”公演）の映像がノーカット収録された。また初回盤には撮り下ろし写真とライブ写真で構成された60ページに及ぶ豪華フォトブックレットも付属し、ビジュアル面でも充実した内容となっている。通常盤TYPE-AおよびBはCDのみで、新曲4曲＋既発曲2曲の計6曲を収録（収録曲はTYPEによって一部異なる）。全形態に初回封入特典としてメンバーソロ6種＋集合1種の計7種からランダムでトレーディングカードが1枚封入された。
先行配信とプロモーションとしては、前述のように「What’s Your Favorite?」がCD発売に先駆けて2022年1月5日に各音楽配信サイトでデジタルリリースされている。CD発売日と同日の2月16日にはEP収録曲を含む形でのストリーミング配信も開始された。さらに一部音楽番組やラジオでのオンエア、雑誌インタビュー、YouTube企画「ONE N’ ONLY TV」での宣伝など、多方面でプロモーションが展開された。発売週には東京・お台場にてリリース記念イベント（ミニライブ&特典会）が開催され、通常盤購入者を抽選招待する形でファンとの交流も図られた。
流通面では、主要CDショップごとに異なる先着特典が用意された。タワーレコードでは集合写真ポスター（A2サイズ）、HMVでは別デザインの集合ポスター、TSUTAYAではまた別デザインの集合ポスターがそれぞれ初回盤購入者に付属し、通常盤購入者には各店舗ごとの絵柄のトレーディングカードが配布された。Amazon及び楽天ブックスでは集合ポストカード（異なるデザイン）を特典とし、ビクターオンラインストアではメンバー別の直筆サイン入りソロポストカード（全6種から選択）が用意されるなど、特典の種類も豊富であった。これら特典施策やイベントも奏功し、EPはファンから大きな支持を集めた。

## ミュージック・ビデオ
表題曲「YOUNG BLOOD」のミュージック・ビデオ（MV）は、2022年2月8日23時にYouTubeプレミア公開された。映像のコンセプトは“無限の可能性を信じて突き進む”という楽曲テーマを体現したもので、荒々しい振り付けを踊るメンバーの周囲に大量の火花が散るダイナミックな演出が特徴である。特にサビ部分で炎に囲まれながら踊るシーンは「火あぶりダンス」と呼ばれ、大きなインパクトを与えた。MVのディレクションは映画監督の哲太郎が担当しており、映画的なカメラワークとエネルギッシュな映像で楽曲の持つ熱量を表現している。公開後にはグループ公式Instagramでメンバーによるインスタライブも行われ、撮影秘話などがファンに共有された。このMVは公開から1か月で再生回数100万回を突破している。
「What’s Your Favorite?」については、ドラマタイアップ曲であったことから単独のMVは制作されなかったものの、その代わりにライブ映像を編集した「LIVE Music Video」が公開された。この映像ではコンサートで披露されたパフォーマンスとドラマ『部長と社畜の恋はもどかしい』のオープニング映像が組み合わされており、メンバーの躍動感あるステージングとドラマの世界観がシンクロする内容となっている。その他、過去に配信リリースされた収録曲「JUST LIKE ME」「L.O.C.A」「Video Chat」「We Just Don’t Care」については、それぞれ歌詞ビデオやパフォーマンス映像が順次YouTubeで公開されている。特に「Video Chat」は配信当時に公式MVが制作され、明るいパーティー感あふれる映像でメンバーがオンライン上で盛り上がる様子が描かれた。これらのビデオも含め、『YOUNG BLOOD』収録曲は映像面からもファンを楽しませ、グループの魅力を発信している。

## 収録曲
| #         | タイトル                       | 作詞                                                     | 作曲                 | 編曲                 | 時間  |
| --------- | ------------------------------ | -------------------------------------------------------- | -------------------- | -------------------- | ----- |
| 1.        | 「YOUNG BLOOD」                | JUNE                                                     | JUNE, Ethan Augustin | Ethan Augustin       | 3:46  |
| 2.        | 「What's Your Favorite?」      | JUNE                                                     | JUNE, Ethan Augustin | JUNE, Ethan Augustin | 3:20  |
| 3.        | 「FOCUS」                      | JUNE                                                     | JUNE                 | JUNE                 | 3:11  |
| 4.        | 「STARLIGHT ～未来ノトビラ～」 | IMAIZUMI KEIKO, JUNE, 関哲汰, 沢村玲, 山下永玖, 高尾颯斗 | VENDORS              |                      | 4:23  |
| 5.        | 「Video Chat」                 | JUNE                                                     | JUNE                 | JUNE                 | 3:42  |
| 6.        | 「L.O.C.A (PT-BR ver.)」       | JUNE                                                     | JUNE                 | JUNE                 | 4:25  |
| 7.        | 「We Just Don't Care」         | JUNE                                                     | JUNE                 | JUNE                 | 4:45  |
| 合計時間: | 合計時間:                      | 合計時間:                                                | 合計時間:            | 合計時間:            | 27:32 |

| #   | タイトル                                                                | 作詞                                                     | 作曲    |
| --- | ----------------------------------------------------------------------- | -------------------------------------------------------- | ------- |
| 1.  | 「Shut Up! BREAKER」                                                    |                                                          |         |
| 2.  | 「JUST LIKE ME」                                                        | JUNE                                                     | JUNE    |
| 3.  | 「Dark Knight」                                                         |                                                          |         |
| 4.  | 「L.O.C.A」                                                             | JUNE                                                     | JUNE    |
| 5.  | 「Breathe」                                                             |                                                          |         |
| 6.  | 「Only One For Me」                                                     |                                                          |         |
| 7.  | 「メドレー Don't worry / Black Hole / I'M SWAG / GuRu GuRu / LA DI DA」 |                                                          |         |
| 8.  | 「SMASH」                                                               |                                                          |         |
| 9.  | 「Category」                                                            |                                                          |         |
| 10. | 「HOLIDAY」                                                             |                                                          |         |
| 11. | 「Destiny」                                                             |                                                          |         |
| 12. | 「STARLIGHT 〜未来ノトビラ〜」                                          | IMAIZUMI KEIKO, JUNE, 関哲汰, 沢村玲, 山下永玖, 高尾颯斗 | VENDORS |
| 13. | 「Video Chat」                                                          |                                                          |         |
| 14. | 「My Love」                                                             |                                                          |         |

| #         | タイトル                       | 作詞                                                     | 作曲                 | 編曲                 | 時間  |
| --------- | ------------------------------ | -------------------------------------------------------- | -------------------- | -------------------- | ----- |
| 1.        | 「YOUNG BLOOD」                | JUNE                                                     | JUNE, Ethan Augustin | Ethan Augustin       | 3:46  |
| 2.        | 「What's Your Favorite?」      | JUNE                                                     | JUNE, Ethan Augustin | JUNE, Ethan Augustin | 3:20  |
| 3.        | 「FOCUS」                      | JUNE                                                     | JUNE                 | JUNE                 | 3:11  |
| 4.        | 「STARLIGHT ～未来ノトビラ～」 | IMAIZUMI KEIKO, JUNE, 関哲汰, 沢村玲, 山下永玖, 高尾颯斗 | VENDORS              |                      | 4:23  |
| 5.        | 「Video Chat」                 | JUNE                                                     | JUNE                 | JUNE                 | 3:42  |
| 6.        | 「L.O.C.A (PT-BR ver.)」       | JUNE                                                     | JUNE                 | JUNE                 | 4:25  |
| 合計時間: | 合計時間:                      | 合計時間:                                                | 合計時間:            | 合計時間:            | 22:47 |

| #         | タイトル                       | 作詞                                                     | 作曲                 | 編曲                 | 時間  |
| --------- | ------------------------------ | -------------------------------------------------------- | -------------------- | -------------------- | ----- |
| 1.        | 「YOUNG BLOOD」                | JUNE                                                     | JUNE, Ethan Augustin | Ethan Augustin       | 3:46  |
| 2.        | 「What's Your Favorite?」      | JUNE                                                     | JUNE, Ethan Augustin | JUNE, Ethan Augustin | 3:20  |
| 3.        | 「FOCUS」                      | JUNE                                                     | JUNE                 | JUNE                 | 3:11  |
| 4.        | 「STARLIGHT ～未来ノトビラ～」 | IMAIZUMI KEIKO, JUNE, 関哲汰, 沢村玲, 山下永玖, 高尾颯斗 | VENDORS              |                      | 4:23  |
| 5.        | 「JUST LIKE ME」               | JUNE                                                     | JUNE                 | JUNE                 | 3:57  |
| 6.        | 「L.O.C.A」                    | JUNE                                                     | JUNE                 | JUNE                 | 4:25  |
| 合計時間: | 合計時間:                      | 合計時間:                                                | 合計時間:            | 合計時間:            | 23:02 |

## スタッフ
- エグゼクティブプロデューサー：村松俊亮（STARDUST RECORDS）
- サウンドプロデュース・作詞作曲：JUNE[11]
- 共作曲・編曲：Ethan Augustin – 「YOUNG BLOOD」「What’s Your Favorite?」の作曲に参加し編曲を担当。
- 作詞協力：今泉圭姫子 – 「STARLIGHT ～未来ノトビラ～」の作詞をメンバーと共作。
- 振付：MiQael – 「YOUNG BLOOD」「What’s Your Favorite?」「We Just Don’t Care」など複数曲の振付を担当[14]。
- 振付：HAYATO – 「L.O.C.A」の振付を担当[14]。
- 振付：EIKU – 「Video Chat」の振付を担当[14]
- ミュージックビデオ監督：哲太郎 – 表題曲「YOUNG BLOOD」MVのディレクター[12]。
- 撮影監督（MV）：小林元（Cinekorm） – 「YOUNG BLOOD」MVのカメラマン。

## 批評とチャート成績
『YOUNG BLOOD』はリリース直後からファンやメディアから好意的に受け止められた。音楽誌のレビューでは、本作が「ONE N’ ONLYの現在地を示す大充実の1枚」であり「各曲にグループの強気なアティチュードが漲っている」と評価された。特にタイトル曲「YOUNG BLOOD」について、BARKSは「荒ぶるサウンドと情熱的な詞で唯一無二のJK-POPスタイルを確立した」と評し、Billboard JAPANは「血が騒ぐ映像と相まってグループの勢いを象徴する楽曲」と紹介している。ファンからもSNS上で「全曲捨て曲なし」「ジャンルの振り幅がすごい」といった声が上がり、発売当時のTwitterトレンド入りを果たした。
商業的にも本作は好調な成績を収めた。2022年2月28日付のオリコン週間アルバムランキングで初登場3位を獲得し、グループにとって当時最高位となった。初週売上は推定1.1万枚を記録し（登場5週）、オリコンデイリーアルバムランキングではグループ初となる1位も獲得している（発売翌日の2月17日付）。また、オリコンのインディーズアルバムランキングでは2月20日付で初登場1位を記録し、以降3週にわたりトップ5圏内にチャートインした。Billboard JAPANの「Top Albums Sales」チャートでも初登場3位（2022年2月23日公開分）となり、ONE N’ ONLYにとって当時の自己最高位となった。デジタル面では、リード曲「YOUNG BLOOD」がLINE MUSICなどストリーミングサービスの国内チャート上位にランクインし、特にTikTokでは「火あぶりダンス」の動画投稿が相次ぐなど大きな反響を呼んだ。
その後、ONE N’ ONLYは2024年に3rd EP『Fiesta』で初のアルバムチャート1位を獲得するが、本作『YOUNG BLOOD』はグループの飛躍の契機となった作品として再評価されている。ファンからは「やはりワンエンの原点はYOUNG BLOODにある」という声も聞かれ、収録曲「STARLIGHT ～未来ノトビラ～」や「We Just Don’t Care」は発売から年月を経た現在もライブの定番曲として愛されている。総じて『YOUNG BLOOD』は、ONE N’ ONLYの勢いと多彩さを示し、その後の成功への布石となった意欲作として高く評価されている。